# Sugardating
Sugardating, čili „cukrové randění“ nebo „zlaté randění“ , je vztah mezi starší osobou – sugar daddy (muž, SugarDaddy) nebo sugar mama (žena, Sugarmama), a mladším partnerem – sugar baby (žena, SugarBabe) nebo Toyboy (muž). Kromě věkového rozdílu je SugarDating charakteristický i tím, že ve vztahu takových dvou lidí je značná nerovnováha v jejich finančním zázemí a to je to, co je spojuje.

## Sugar baby a sugar daddy
Sugar baby je žena, která je ve vzájemně prospěšném vztahu se sugar daddym, který ji obvykle hýčká. Úkoly pohlaví jsou ve vztahu mezi sugar daddym a sugar baby často staromódní. Podle lidí v těchto vztazích má muž ženu hýčkat, starat se o ni, být gentlemanem. 

## ToyBoy a sugar mama
ToyBoy (též BoyToy nebo SugarBoy) je muž, který je ve vzájemně prospěšném vztahu se sugar mamou. I takový vztah je založen na stejném principu jako vztah mezi sugar baby a sugar daddym, avšak úkoly mezi sugar mamou a toyboyem jsou obrácené, a tak je to žena, která muže hýčká dárky a zážitky.